# Бич (Любуське воєводство)
Бич (пол. Bycz, нім. Beitsch, 1937-1945: Hangwalde) — село в Польщі, у гміні Битом-Оджанський Новосольського повіту Любуського воєводства.
Населення — 130 осіб (2011).
У 1975—1998 роках село належало до Зеленогурського воєводства.

## Демографія
Демографічна структура станом на 31 березня 2011 року:
|          | Загалом | Допрацездатний вік | Працездатний вік | Постпрацездатний вік |
| -------- | ------- | ------------------ | ---------------- | -------------------- |
| Чоловіки | 67      | 13                 | 49               | 5                    |
| Жінки    | 63      | 16                 | 35               | 12                   |
| Разом    | 130     | 29                 | 84               | 17                   |